# Casa Universitaria del Libro
Casa Universitaria del Libro, también conocida como CASUL, es un espacio cultural de la Universidad Nacional Autónoma de México, adscrito a la Coordinación de Difusión Cultural de la UNAM. Es sede de diversas actividades académicas entre las que se encuentran presentaciones de libros, cursos, talleres, diplomados, conciertos, conferencias, foros de discusión y mesas redondas abiertas a todo público convirtiéndose en un referente para la comunidad universitaria. 
Desde su establecimiento, el 10 de octubre de 1986, está ubicada en una antigua residencia localizada en Orizaba 24, en la Colonia Roma de la Ciudad de México, México.

## Historia
La residencia, construida entre 1920 y 1925, funcionó como casa habitación de su propietario, Joaquín Baranda MacGregor, hasta 1940, año en que se alquiló a la Embajada de Brasil. En 1945, el Centro Asturiano de México adquirió la propiedad para utilizarla como sede de sus actividades sociales y culturales. El Centro Asturiano se trasladó a un espacio más amplio en 1985 y los miembros de la junta directiva decidieron ceder el edificio en comodato por un plazo de diez años a la Universidad Nacional Autónoma de México el 22 de octubre de 1986, con la intención de que se utilizara para fines culturales. Jorge Carpizo MacGregor, rector de la UNAM, inauguró en esas instalaciones la Casa Universitaria del Libro el 10 de diciembre de 1986.
El 22 de octubre de 2016 la Casa renovó su imagen fortaleciendo aún más su vínculo al tema del libro como eje que le da nombre y sentido en el marco de una celebración de los 30 años de la posición del recinto. Desde 2017 ha establecido diversas colaboraciones como con la Facultad de Música y la Facultad de Artes y Diseño. El 2 de junio de 2018 el recinto inauguró las Jornadas Cervantinas. 
La Casa Universitaria del Libro fue manejada por la Dirección de Divulgación de las Humanidades y de las Ciencias Sociales de la Coordinación de Humanidades de la UNAM, hasta junio de 2018, cuando pasó a formar parte de la estructura de la Coordinación de Difusión Cultural de la UNAM.
A partir del 4 de febrero de 2020, la Dra. Rosa Beltrán, académica y escritora, ocupa el cargo de Directora de la Casa Universitaria del Libro, el cual antes perteneció a Ix - Nic Iruegas.

## Actividades
La Casa Universitaria del Libro funciona como un foro con la finalidad de brindar capacitación, promover la labor editorial y divulgar los resultados de investigaciones y promoción de la Cultura realizadas por la Coordinación de Difusión Cultural (CDC) de la Universidad Nacional Autónoma de México (UNAM), por medio conferencias, seminarios, congresos talleres y diplomados, entre otras actividades. Se ofrecen también funciones de cine, videoconferencias, exhibiciones, presentaciones de libros y exposiciones. Sus instalaciones cuentan con salones, galerías, sala de lecturas, librería y biblioteca.